# David Gilmour Live 1984
David Gilmour Live 1984 to film przedstawiający trasę koncertową Davida Gilmoura promującą album About Face. Główną pozycją w filmie jest koncert z Hammersmith Odeon w Londynie z kwietnia 1984 roku. Oprócz tego znajdują się tu dwa teledyski oraz krótki dokument zatytułowany "Beyond the Floyd", w którym przedstawione jest całe tournée Gilmoura z 1984 roku. 16 sierpnia 2006 roku ukazał się box set zawierający album About Face oraz DVD z zapisem koncertu z Hammersmith Odeon i dodatkami.

## Lista utworów

### Hammersmith Odeon 29 i 30 kwietnia 1984
| 1. | "Until We Sleep" (Gilmour)                    | 6:19    |
|    |                                               |         |
| 2. | "All Lovers Are Deranged" (Gilmour/Townshend) | 5:12    |
|    |                                               |         |
| 3. | "There's no Way out of Here" (Ken Baker)      | 6:16    |
|    |                                               |         |
| 4. | "Short and Sweet'" (Gilmour)                  | 7:28    |
|    |                                               |         |
| 5. | "Run Like Hell" (Gilmour/Waters)              | 6:24    |
|    |                                               |         |
| 6. | "Out of the Blue" (Gilmour)                   | 4:00    |
|    |                                               |         |
| 7. | "Blue Light" (Gilmour)                        | 6:38    |
|    |                                               |         |
| 8. | "Murder" (Gilmour)                            | 8:38    |
|    |                                               |         |
| 9. | "Comfortably Numb" (Gilmour/Waters)           | 10:29   |
|    |                                               |         |
|    |                                               | 1:01:24 |
|    |                                               |         |

### Teledyski
| 1. | "Blue Light" (Gilmour)                        | 4:35  |
|    |                                               |       |
| 2. | "All Lovers Are Deranged" (Gilmour/Townshend) | 3:14  |
|    |                                               |       |
|    |                                               | 07:49 |
|    |                                               |       |

## Skład
- David Gilmour – śpiew, gitara
- Mick Ralphs – śpiew, gitara
- Mickey Feat – śpiew, gitara basowa
- Gregg Dechert – śpiew, instrumenty klawiszowe
- Chris Slade – perkusja
- Jodi Linscott – perkusja
- Roy Harper – śpiew  (w "Short and Sweet"), perkusja (w "Comfortably Numb")
- Nick Mason – perkusja (w "Comfortably Numb")